# روس كونلون
روس كونلون (بالإنجليزية: Ross Conlon)‏ هو لاعب دوري الرغبي أسترالي، ولد في 29 مارس 1959 في مورويلومباه ‏ في أستراليا.